# Blochius longirostris
Blochius longirostris è un pesce osseo estinto, affine ai pesci spada. Visse nell'Eocene medio (circa 50 milioni di anni fa) e i suoi resti fossili sono stati ritrovati esclusivamente nel ben noto giacimento di Monte Bolca (Italia).

## Descrizione
Questo pesce, lungo anche un metro e mezzo, possedeva un corpo molto allungato e sottile, terminante in un muso dotato di un "becco" dalla mascella allungata, simile a quella del pesce spada. Questo rostro allungato era inoltre dotato di creste e solchi, mentre la mandibola terminava in una struttura fusa (sinfisi). Il corpo era dotato di una colonna vertebrale costituita da 24 vertebre a forma di clessidra, allungate e prive di spine neurali (tranne le ultime caudali); il corpo era inoltre ricoperto di due file di grandi squame che si sovrapponevano fra loro, che decorrevano dall'opercolo fino al peduncolo caudale. Era presente solo una pinna dorsale, estremamente allungata e abbastanza alta, mentre le pinne pelviche erano piccole, così come la pinna anale. 

## Classificazione
Blochius è stato descritto per la prima volta nel 1796 da Volta, sulla base di esemplari ben conservati provenienti dal famoso giacimento di Bolca, nel Veronese. A causa delle sue particolarità anatomiche, Blochius è considerato un rappresentante di una famiglia a sé stante (Blochiidae), classificata però come strettamente imparentata a pesci spada e pesci vela (Xiphioidea). Oltre alla specie Blochius longirostris, sono state descritte altre due specie, B. macropterus e B. moorheadi, anch'esse provenienti da Bolca; entrambe sono troppo mal conservate per essere attribuite con certezza a specie a sé stanti, e potrebbero essere nomina dubia.

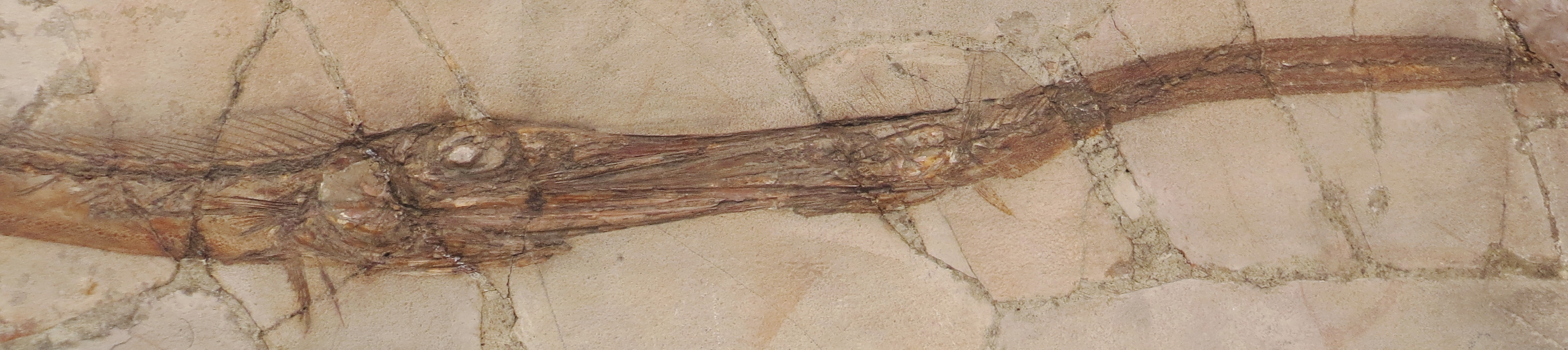
Particolare di un fossile di un esemplare di Blochius longirstris conservatosi nell'atto di ingoiare una preda

## Paleoecologia
Blochius viveva in un ambiente tropicale marino, dalle acque basse (profondità inferiore ai 100 metri); in questo mare poco profondo, Blochius probabilmente nuotava serpeggiando, usando come propulsore la coda e inghiottendo le prede sulle quali si avventava.